# Ragnar Klavan
Ragnar Klavan (født 30. oktober 1985) er en fodboldspiller fra Estland, som spiller for den italienske Serie A klub Cagliari.